# 2012年布尔加斯汽车爆炸事件
2012年7月18日在保加利亚布尔加斯的布尔加斯机场附近发生了一起自杀式炸弹袭击事件。 被炸车辆装载了42名以色列人，且以年轻人为主，这些乘客来自特拉维夫，乘坐Air VIA的航班，抵达机场后正赶往旅馆。这次爆炸造成包括自杀式袭击者和大巴司机在内的共7人死亡，至少32人受伤，引起国际关注。
爆炸两个小时后以色列总理内塔尼亚胡谴责伊朗与黎巴嫩真主党。这一袭击与1994年犹太人文化中心爆炸事件是同一天，那次爆炸案就是被怀疑是伊朗与真主党制造的。

## 背景
这起爆炸案发生的前一个月，在印度、格鲁吉亚、泰国、塞浦路斯等地发生了多起针对以色列游客或外交官的袭击或未遂袭击。这些袭击被认为是杀害伊朗参与秘密核试验的核科学家的报复行为。伊朗方面与真主党暗指了这些袭击事件。 在布尔加斯的这场爆炸不过几天前，一名为真主党效力的人试图在塞浦路斯发动袭击，但是被捕。
2012年1月，在一辆从土耳其开往保加利亚满载以色列人的汽车上发现一件可疑的包裹，之后以色列方面要求它的公民提高安全警惕。

## 袭击
爆炸发生在黑海名胜布尔加斯的机场附近。这是一个有约200,000居民的城市，距离保加利亚首都索菲亚东约400千米。爆炸共造成7人死亡，至少32人受伤。 另有两辆巴士在在爆炸中受损。
保加利亚领导人，包括总统罗森·普列夫内利耶夫在内，立即赶赴事发地点。外交部表示，官方确认这是一次恐怖袭击。
受伤的乘客包括一名11岁的孩子，两名怀孕的妇女。 保加利亚的巴士司机在此次爆炸中身亡。 爆炸的幸存者描述，爆炸时人被冲击力抛入空中，看到尸体的碎片，人们哭喊与尖叫。目击者称，爆炸开始于车辆头部，之后车辆迅速着火。一些乘客从窗户跳出车辆来逃生。
袭击发生两天后，保加利亚内政部长Tsvetan Tsvetanov表示，炸弹是在一个男子背包中的，这位男子在机场的摄像头中出现过。他还说，炸弹在大巴的行李箱中被引爆，相当于3千克的TNT。

### 遇难者
- 阿米尔·门纳什, 28岁, 以色列游客,来自 佩塔提克瓦[23]
- Itzik Kolangi, 28岁, 以色列游客, 来自 佩塔提克瓦[23]
- Kochava Shriki, 42岁, 以色列游客, 来自 里雄莱锡安[23][24]
- Maor Harush, 24岁, 以色列游客, 来自 阿卡[23]
- Elior Preiss, 25岁, 以色列游客, 来自 阿卡[23]
- Mustafa Kyosov, 36岁, 巴士司机，来自保加利亚布拉戈耶夫格勒州[23]

## 袭击者
保加利亚内政部长Tsvetan Tsvetanov表示，爆炸发生前的约一个小时，在靠近巴士的一个安全監視器记录中出现过一名可疑白人男子。这名男子長髮，戴眼镜，持有伪造的美国密歇根州的驾驶证。